# 藝閣 (臺灣)
臺灣藝閣，是一種臺灣的藝閣型態，為神誕或慶典活動中常見的遊行展示藝術，源自中國的傳統民俗技藝。臺灣藝閣自清代傳入臺灣，隨著時代與科技發展，所乘載的車體逐漸變大，所搭建的布景與題材更加多元，融合彩繪裝飾、戲曲化妝及亮相的造型，更講求聲光效果的變化與裝飾性，力求突顯故事性與裝扮人物，臺灣藝閣除了真人藝閣演出外，也發展出以人偶模特兒取代真人的展示。

## 歷史
藝閣自明清之際由福建泉州、廈門等地傳入臺灣，仍延續在中國的名稱，稱為「台閣」或是「抬閣」，盛行於民間節慶、地方仕紳主持之活動:24-25，由地方仕紳及富商出資請稚齡女子或藝旦裝扮成故事人物，在迎神賽會、慶典場合登閣遊行:193-195，所動員人力眾多，藝閣裝扮華麗，爭奇鬥豔，吸引眾人目光，因出資不貲，受人批評舖張浪費:25-26，在喪葬場合中亦有藝閣受委託參與遊行，後被批評違反禮制，被加以禁止管制:193-195，仍難敵民間邀請藝閣演出的興致:50。
日治時代前期，藝閣仍盛行於臺灣各地，也開始有「詩意」、「詩藝故事」、「詩意閣」的雅稱。此時的台閣除了邀請藝閣演出外，更走向採擷詩文意境，依附圖畫的情致，展現美感:198。連雅堂提倡既有「詩意」之名，應名符其實，盡詩之意，將境界以工藝技術表達，甚至參與設計藝閣的造型，使藝閣成為「藝術之閣」，帶動了台灣「詩意」造型風氣的轉變，更提升藝術價值:29-35。因藝閣的設計與製作過程中，有當地仕紳與富商投資，也是商家與仕紳提高知名度與展示財力的一大表徵，也為臺灣的藝閣賦予廣告功能，在廟會與慶典之中透過藝閣吸引眾人的目光，成為商業廣告的媒介:53。藝閣除了商業宣傳效果顯著，政府更運用於重要場合中的政策宣導，或向高層歌功頌德之用，於1923年，皇太子裕仁臺灣行啟之時，由當局安排台北地區各子弟軒社進行表演，隊伍中藝閣數量就達19座以上。此時藝閣又在喪葬出殯場合時開始出現，被當時社會輿論批評奢移且違背禮制:29-35。
日治時代後期，因政府提倡「皇民化運動」，禁止一切廟會民俗活動，藝閣也隨之沉寂。:35直到1945年後，才又重新恢復盛況，但隨著時代變遷:36，昔日臺灣藝閣重鎮自台南、台北逐漸轉移至北港等地區，也隨著交通工具的演變及照明器材的進步，藝閣也日漸華麗、炫目:35。近年來臺灣地區的藝閣已成為臺灣迎神賽會、慶典活動與民俗節慶的重頭戲，在雲林縣北港鎮、嘉義縣朴子市、臺南市學甲區最為活躍:38，其中雲林縣北港鎮、嘉義縣朴子鎮兩地皆於農曆三月媽祖誕辰慶典時的真人藝閣繞境最為知名。

## 變遷
臺灣藝閣的變遷是隨著交通工具、製作方式、照明器材與聲光效果的進步，也逐步改變:36，也與中國閩南地區的藝閣有著不同的變化，藝閣交通工具自早期人力肩扛，發展到牛車拖行、耕耘車、大貨車改裝，形成車閣合一的形式；藝閣製作方式也隨著現代材料不斷發明與改良，結合現代科技設備，如大量使用新式材料、大圖輸出或電子設備結合，逐漸改變傳統手繪與工藝製作的裝飾方式:59；而聲光效果從最初的煤油燈到現的霓虹燈炮與乾冰特效；閣坪人物，從南管藝旦現場彈唱，發展到孩子裝扮:35、更有人偶模特兒人取代真人

## 性質形式

### 性質
臺灣藝閣廣泛於盛行於民間廟會節目節慶中，可區分為信仰性質與娛樂性質兩大類：
1. 信仰類的藝閣：以參與繞境等宗教活動為主，有保平安、驅邪的作用，形式以陣頭閣、蜈蚣閣、蜈蚣棚或蜈蚣陣為多，於臺南地區的蜈蚣陣最具代表性，每逢大型繞境活動中作為陣頭之一。
2. 娛樂性的藝閣，大致上可以分為藝妲閣、藝閣與連環棚三類，「藝閣」為現今最為普遍或常見的藝閣，由孩童或人偶模特兒扮成故事人物居於臺閣之上，除了人物外，亦展示時空背景、場景，為現在最為盛行的藝閣形式；「藝妲閣」為藝旦或會唱南管曲目的年輕女子在臺閣上彈唱南管樂曲，近年來較為少見，幾近失傳；「連環棚」類似蜈蚣閣和藝旦閣的形式，以榫頭連接臺閣，妝扮後的孩童裝扮戲齣角色，靜坐在臺閣之上，沒有任何的演出與音樂，已經失傳。[4]:60-67

### 形式
臺灣藝閣廣泛於盛行於民間廟會節目節慶中，其名稱與形式，隨著時代不斷的進步與改變，可歸納出下四點：
1. 須有「亭臺樓閣」閣樓形式。含木床、鐵架、閣臺、木板串接等等。
2. 有人物裝扮。可以是真人孩童、青少年或是假人模特兒，但皆須依主題故事裝扮，安坐於藝閣之上。
3. 有藝術氣氛。包含所展示的主題故事、布局裝飾、燈光與電動等。主題故事可取自章回小說、傳統戲曲、地方故事、神仙志怪等等，近年來亦有政經建設、電視動畫等皆可以使用，還有生動佈局，絢爛燈光、配樂等等展現藝術氛圍。
4. 必須要有動力。早期以人力扛抬，馬匹承載、船隻運動、車輛載運等等，隨著動力改變，亦可使用牛車、三輪車、摩托車、鐵牛車、小貨車、大卡車等。[6]:21-22 [1]

## 北港藝閣

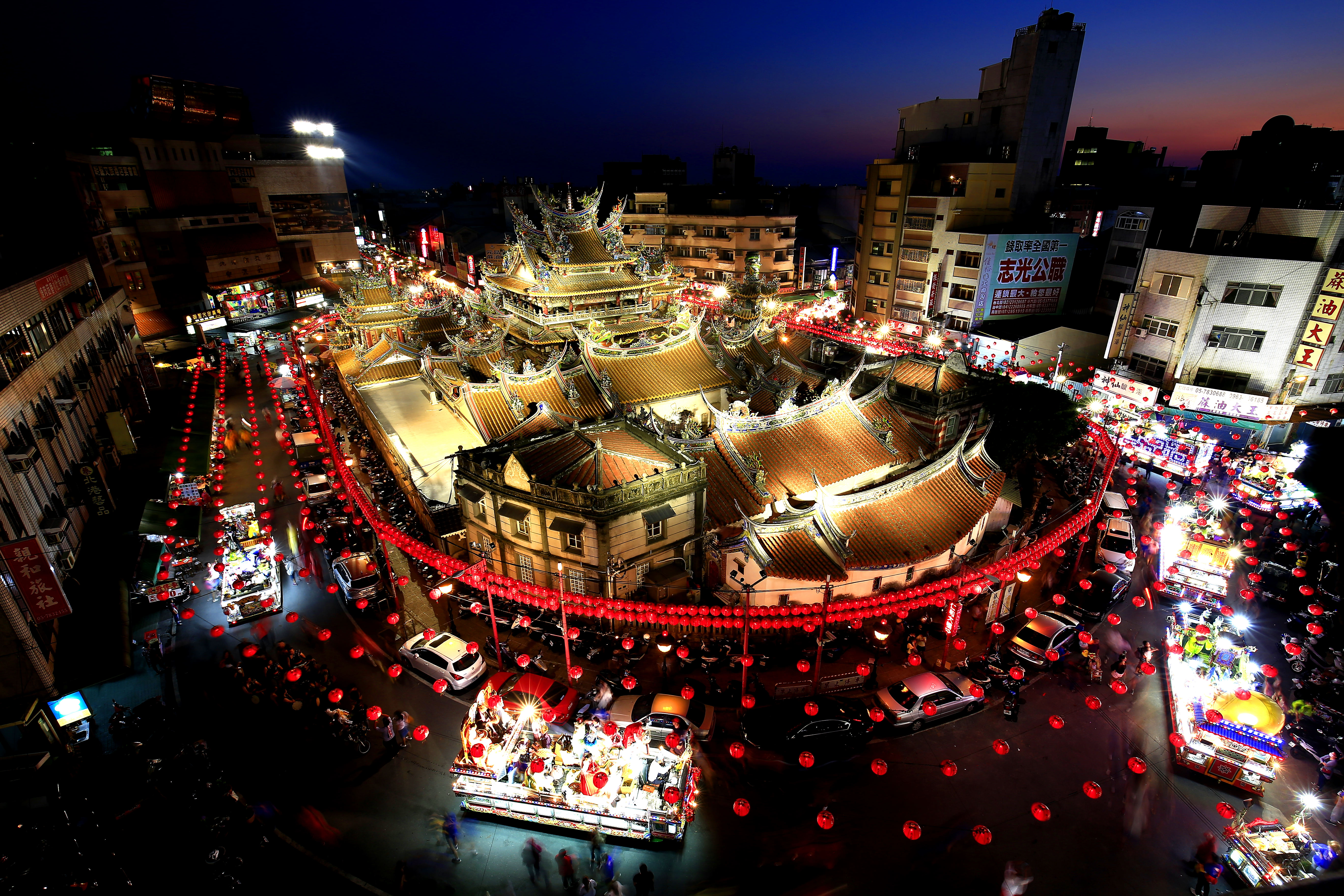
藝閣繞行北港朝天宮

北港藝閣為臺灣國家指定重要民俗「北港朝天宮迎媽祖」慶典中具代表性的一環，為現今臺灣最大規模的真人藝閣繞境活動:1，於農曆3月19-23日媽祖誕辰藝閣繞境期間舉辦，遊行繞境的隊伍包括神轎會、藝陣、藝閣等繞行整個北港鎮地區。藝閣活動從第一天起繞境五天，第五天時為評審評選出優勝的參賽作品展示:37-38，以北港朝天宮為核心，帶動北港鎮內各里、在地商舖及各地信徒代表，有在地居民的支持與參與，成為地方盛事之一:73。
北港藝閣的特色於結合電動花燈與藝閣製作技法，並搭配電動裝置，故事題材更融合民俗典故、忠孝節義等題材，保存傳統藝閣工法，至今仍至今維持人工製作，真人扮演的傳統。在「北港朝天宮迎媽祖」藝閣遶境活動中，有雲林北港顏氏藝閣工坊的顏三泰等全台各地的多位藝閣工藝師參與:6。慶典期間，由當地參與競賽者招募裝扮的孩童，藝閣製作與孩童化妝等事宜則交由專職製作藝師的公司負責:97，於遊行繞境中，孩童登真人閣車扮仙，在藝閣車上撒禮物象徵媽祖賜福庇佑。一般真人藝閣外，自2021年起試圖復興自1976年後逐漸勢微的龍鳳閣，龍鳳閣為陣頭閣的一種，裝扮人數有8人至108人不等，視題材而定，但變化性較少，在繞境過程中，須舉行開光儀式迎接神與送神。

## 外部連結
- 臺灣藝閣團隊的Facebook專頁